# Ptychocoleus
Ptychocoleus là một chi rêu trong họ Lejeuneaceae.